# Ali Frantti
Alexandra Annelise Frantti (Highland Park, 3 de marzo de 1996) es una jugadora de voleibol profesional estadounidense que juega como atacante exterior para el equipo nacional de voleibol femenino de los Estados Unidos y en el club Vakıfbank S.K. de la Liga de voleibol femenino de Turquía.

## Carrera

### Colegio
Después de liderar al equipo en mates en su temporada de primer año, Frantti fue nombrada Novata Nacional del Año de la AVCA y segunda All-American del equipo después de ayudar a Penn State a ganar su séptimo título de la NCAA en 2014. Al comienzo de su último año en 2017, superó la marca de 1000 en su carrera en Penn State.

### Clubes profesionales
- Calcit Volley (2017-2018)
- ASPTT Mulhouse (2018-2019)
- KS DevelopRes Rzeszów (2019-2020)
- Chieri (2020–2022)
- Casalmaggiore (2022-2023)
- Vakıfbank S.K. (2023-)

Después de pasar dos temporadas con Chieri, Frantti firmó con Casalmaggiore para la temporada 2022-2023.

### Selección Nacional de Estados Unidos
En mayo de 2022, Frantti hizo su debut con la selección nacional cuando fue nombrada en la lista de veinticinco jugadoras para el torneo de la Liga de Naciones de Voleibol FIVB 2022. En su primer partido con la selección nacional, tuvo quince remates, lo que lideró al equipo durante la victoria del partido inaugural contra República Dominicana. Lideró a todas las jugadoras en una victoria contra Polonia, con quince remates y tres bloqueos. Unos días después, tuvo una actuación dominante en una victoria contra Tailandia, terminando con veintisiete puntos en veinticuatro remates, dos bloqueos y un as, y registró diez excavaciones.
Frantti hizo su segunda gran competencia internacional apenas tres meses después de su debut con el equipo nacional cuando fue nombrada para la lista del Campeonato Mundial FIVB 2022. En la ronda preliminar de grupos, comenzó varios partidos como atacante exterior, convirtiéndose en la máxima anotadora en la cancha en los tres partidos. En la victoria del partido inaugural contra Kazajistán, registró catorce puntos, la mayor cantidad del equipo, a través de trece remates y un as de servicio. En el siguiente partido contra Canadá, siguió con otra actuación de alta puntuación, liderando a todas las anotadoras con quince puntos a través de catorce remates y un bloqueo. El siguiente partido vio a su oponente Bulgaria, que fue otra victoria para los Estados Unidos. Frantti nuevamente lideró en puntos por tercer partido consecutivo, con diecinueve puntos a través de diecisiete remates, un bloqueo y un ace de servicio.